# Cyanos
Cyanos är en blåaktig eller purpurfärgad missfärgning av huden och slemhinnorna beroende på syrebrist i blodet. Missfärgningen framträder tydligast på läpparna, s.k. läppcyanos. Namnet kommer från färgen cyan, det grekiska ordet för blått.
Cyanos är en blåaktig färgning av hud, slemhinnor och naglar till följd av en brist på syresatt hemoglobin i blodet. Det är ett symptom för många sjukdomar, bland annat olika lung- och hjärtsjukdomar och många medfödda hjärtfel (se t.ex. blue baby eller öppetstående duktus arteriosus). Cyanos som orsakas av en långsammare cirkulation genom att perifera blodkärl resulterar i en blåaktig nyans och då endast på svala delar av kroppen (fingertoppar, näsa, öron). I sådana fall ger det kapillära blodet upp mer än normala mängder syre. Fastän denna typ av cyanos kan orsakas av minskad hjärtminutvolym (t.ex. vid kronisk hjärtinsufficiens), är de vanligaste orsakerna nervös spänning och exponering för kyla. En annan typ av cyanos är resultat av en förgiftning, antingen genom nitrater i förorenad mat eller vatten eller genom vissa kemikalier och läkemedel.
Cyanos ger en blåfärgning av huden och slemhinnorna på grund av närvaron av deoxygenerat hemoglobin i blodkärl nära hudytan. Det inträffar när syremättnaden hos arteriellt blod sjunker under 85-90% (1.5g/dl deoxihemoglobin).
Även om blod alltid har en röd nyans (utom i sällsynta fall av hemoglobinsjukdomar), så snedvrids hudens optiska egenskaper av det syrefattiga blodet och den mörkröda färgen gör att huden ser blåfärgad ut.
Den elementära principen bakom cyanos är att syrefattigt hemoglobin är mer benäget att ge en optisk blåaktig missfärgning och även producera vasokonstriktion som gör det hela mer uppenbart. Spridningen av färg som ger en blå nyans åt vener och cyanos liknar den process som gör himlen verkar blå: Vissa färger bryts och absorberas mer än andra. Cyanos uppträder för att vävnaderna som normalt skulle fyllas med ljust syresatt blod istället är fyllda med ett mörkare, syrefattigt blod. Mörkare blod är mycket mer benäget att ge blå-skiftande optiska effekter och därmed syrebrist - hypoxi – vilket leder till en blå missfärgning av läppar och andra slemhinnor.

## Typer
Cyanos kan förekomma i fingrarna, även under naglarna, liksom andra extremiteter (kallas perifer cyanos), eller i läppar och tunga (central cyanos). Central cyanos beror ofta på cirkulations- eller andningsstödsproblem som leder till sämre syresättning av blodet i lungorna eller större syreutvinning på grund av långsammare blodcirkulation i hudens blodkärl.
Akut cyanos kan vara ett resultat av kvävning, och är en av de säkraste tecknen på att andningen blockeras.

## Vanliga orsaker till central cyanos
- Hypoxi
- Onormala hemoglobinnivåer
- Bronkospasm
- Medfödd hjärtsjukdom
- Hjärtsvikt
- Hjärtklaffsjukdom
- Hög höjd
- Hypotermi
- Hypoventilation
- Lungsjukdom
- Hjärtinfarkt
- Polycytemi
- Lungemboli
- KOL (emfysem och kronisk bronkit)
- Astma
- Methemoglobinemi